# 朱寿昌

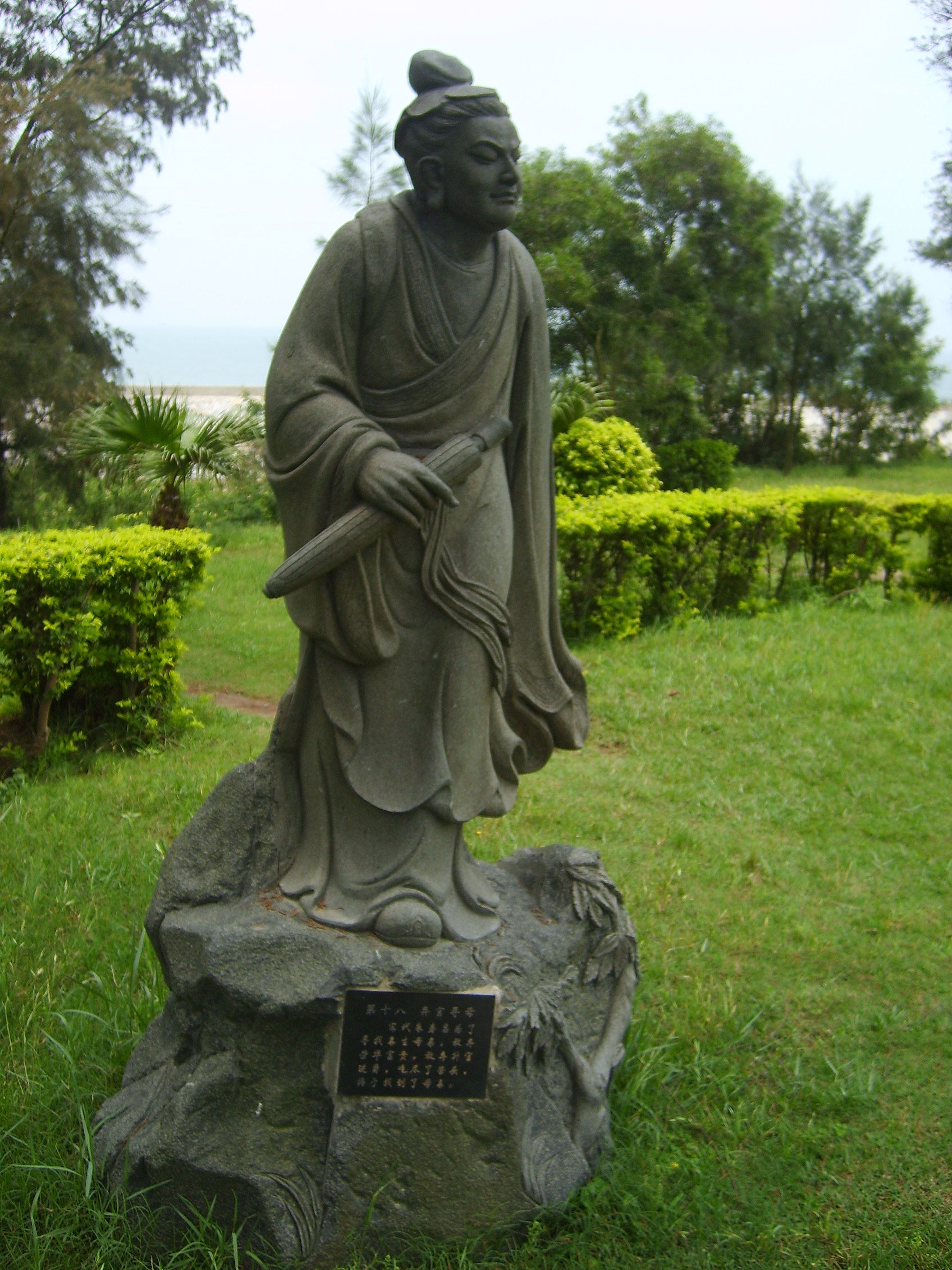
二十四孝之弃官寻母讲的就是朱寿昌的故事。

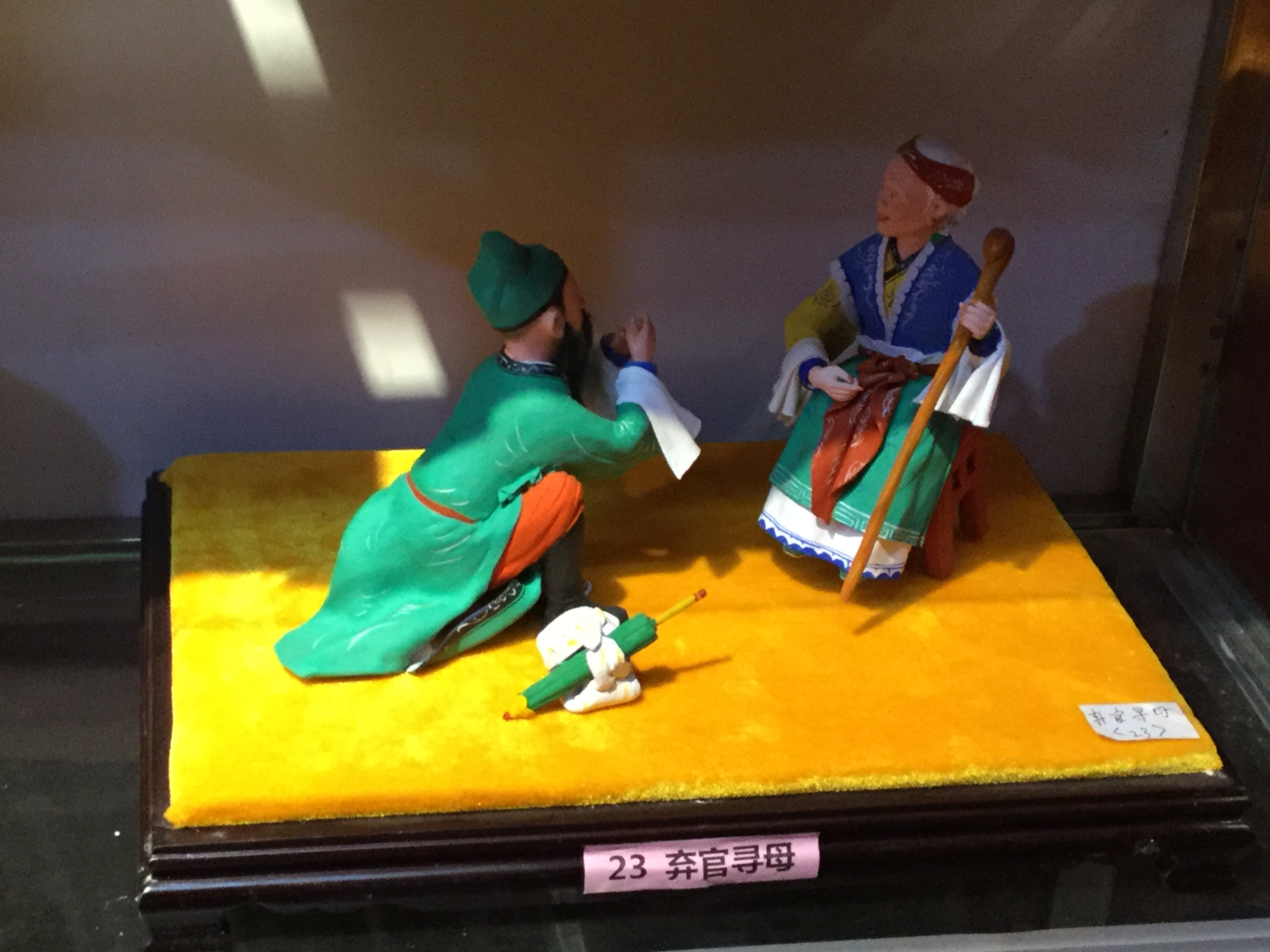
弃官寻母

朱寿昌（1014年—1083年），字康叔，宋扬州天长同仁乡秦栏人（今安徽天长市秦栏镇），《宋史》载有他弃官千里寻母之事。他是流传甚广的古代“二十四孝”中的一位。
朱寿昌官至司农少卿、朝议大夫，中散大夫年七十而卒。

## 延伸阅读
[在维基数据编辑]
 《宋史·卷456》，出自脱脱《宋史》
 在维基共享资源阅览影像